# نتائج انتفاضة وارسو

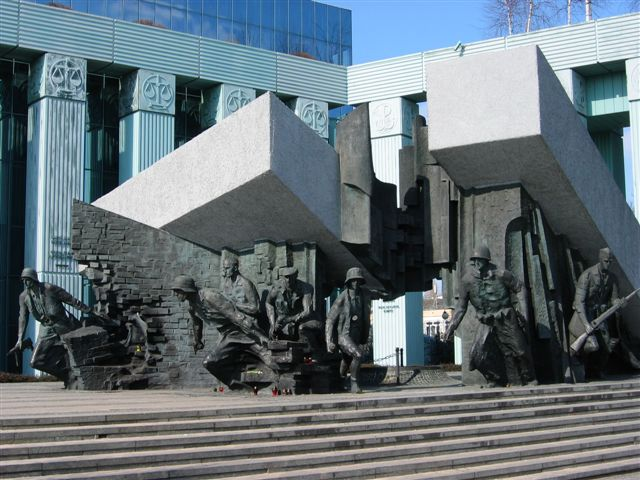
لقد دمرت المدينة شبه كامل

ترك فشل انتفاضة وارسو واتفاقية الاستسلام اللاحقة وارسو غير مأهولة تقريبًا. إذ دُمرت المدينة بشكل شبه كامل مع عدم وجود آثار كبيرة باقية. ومع ذلك، لم تكن هذه النهاية. كان جيش الوطن (أرميا كرايوفا) في حالة من الفوضى وغير مستعد للتعامل مع المفوضية الشعبية للشؤون الداخلية السوفيتية التي سيطرت فيما بعد على بولندا، وأرسلت العديد من مقاتلي المقاومة السابقين إلى موتهم في معسكرات الاعتقال السيبيري.
يبقى التأثير السياسي موضوع خلاف. يدعي البعض أنه دون الانتفاضة، كانت بولندا ستصبح جمهورية سوفيتية، بينما يدعي آخرون أن الانتفاضة نفسها كانت الخطأ الذي مكّن جوزيف ستالين من ترتيب الأمور لأعدائه ليدمروا حلفاءه غير الموثوقين، وترك بولندا ضعيفة بشكل قاتل.

## الإرث
فشلت انتفاضة وارسو وعملية العاصفة في هدفهما الأساسي، والذي كان تحرير جزء من الأراضي البولندية، بسبب عدم التعاون وبسبب التحركات العدوانية النشطة من الجانب السوفيتي، والعديد من العوامل الأخرى، إذ كان بالإمكان أن تؤسس حكومة موالية للحكومة البولندية في المنفى هناك، بدلًا من الدولة الدمية التابعة للسوفييت. لا يوجد إجماع بين المؤرخين إذا كان ذلك ممكنًا بشكل فعلي، أو إن كان لتلك العمليات تأثير دائم آخر. يجادل البعض بأنه دون عملية العاصفة وانتفاضة وارسو، ستنتهي بولندا كجمهورية سوفيتية، وهو بالتأكيد مصير أسوأ من مصير الدولة الدمية المستقلة، وبالتالي فقد نجحت العملية بشكل جزئي على الأقل في أن تكون برهانًا سياسيًا للسوفييت والحلفاء الغربيين.

## جنود أرميا كرايوفا الذين بقوا في بولندا
تعرض معظم جنود جيش الوطن (بمن فيهم أولئك الذين شاركوا في انتفاضة وارسو) للاضطهاد بعد الحرب؛ فقد اعتقلوا من قبل المفوضية الشعبية للشؤون الداخلية ومن قبل وزارة الأمن العام البولندية، وجرى استجوابهم وسجنهم، في انتظار المحاكمات بتهم مختلفة. وأرسل العديد منهم إلى معتقلات سيبيريا، أو أعدموا.

## جنود أرميا كرايوفا الذين جرى تحريرهم من قبل الحلفاء الغربيين
حُرر معظم أولئك الذين أرسلوا إلى معسكرات أسرى الحرب في ألمانيا في وقت لاحق من قبل القوات البريطانية والأمريكية والبولندية وبقوا في الغرب، بما في ذلك اثنان من قادة الانتفاضة تاديوس بوروسيا كوموروفسكي وأنتوني خروستشيل، الذين عاشا في لندن والولايات المتحدة، على التوالي. واختار البعض العودة إلى بولندا على أمل العودة إلى عائلاتهم. وفي كثير من الحالات، شارك الجنود الذين عادوا مصير رفاقهم الذين أمضوا كل حياتهم في بولندا.

## التأثير طويل المدى على بولندا الشيوعية
أبقت شجاعة انتفاضة وارسو المشاعر المعادية للسوفييت عالية في بولندا طوال فترة الحرب الباردة. وحاول النظام الشيوعي في فترة ما بعد الحرب مواجهة هذا الشعور بدعاية واسعة النطاق قللت من أهمية الذنب السوفيتي بل ونفته تمامًا. ومع ذلك، ساعدت ذكريات الانتفاضة في إلهام الحركة العمالية البولندية تضامن (اتحاد نقابة العمال البولندي)، التي قادت حركة سلمية ضد الحكومة الشيوعية خلال ثمانينيات القرن العشرين، ما أدى إلى سقوط تلك الحكومة في عام 1989 وبزوغ الديمقراطية.